# ChemPlusChem
ChemPlusChem ist eine wissenschaftliche Fachzeitschrift, die vom Wiley-VCH-Verlag im Auftrag von ChemPubSoc Europe veröffentlicht wird. Die Zeitschrift wurde 1929 von Emil Votoček und Jaroslav Heyrovský als Collection of Czechoslovak Chemical Communications gegründet. Sie änderte im Jahr 2012 ihren Namen in ChemPlusChem und erscheint derzeit mit zwölf Ausgaben im Jahr. Es werden Arbeiten aus allen Bereichen der Chemie veröffentlicht, wobei darauf geachtet wird, dass die Themen mindestens zwei Teilgebiete der Chemie oder ein chemisches und ein anderes Teilgebiet berühren.
Der Impact Factor lag im Jahr 2020 bei 2,863. Nach der Statistik des Web of Science wird das Journal mit diesem Impact Factor in der Kategorie multidisziplinäre Chemie an 95. Stelle von 178 Zeitschriften geführt.
Ausgaben vor dem Jahr 2012 sind über eine Archivseite verfügbar.